# Ілюшино (Калінінградська область)
Ілюшино (рос. Илюшино) — селище Нестеровського району, Калінінградської області Росії. Входить до складу Ілюшинського сільського поселення.
Населення —  1133 особи (2015 рік). 

## Населення
| 2002 | 2010  |
| ---- | ----- |
| 1081 | ↗1133 |